# Імператорська бібліотека в Константинополі
Імператорська бібліотека в Константинополі — остання з великих бібліотек античності та одна з найбільших бібліотек середньовічної Європи. Довгий час після знищення великої Олександрійської бібліотеки та інших стародавніх бібліотек, вона зберегла знання, які були накопичені давніми греками та римлянами майже 1000 років.
У 473 в результаті підпалу згоріла, а разом з нею — 120 000 томів. Серія ненавмисних пожеж протягом багатьох років і війни, в тому числі розграбування Константинополя учасниками Четвертого хрестового походу в 1204, завдавали непоправного збитку зібранню рукописів. Незважаючи на це, бібліотека проіснувала аж до падіння Константинополя 1453 і була розграбована османськими військами, а її залишки були розсіяні по різних європейських збірках.